# Gaman
Gaman (我慢) é um termo japonês de origem zen-budista que significa "suportar o aparentemente insuportável com paciência e dignidade". O termo é geralmente traduzido por "perseverança", "paciência" ou "tolerância". Um termo relacionado, gamanzuyoi (我慢強い, gaman-tsuyoi), um composto com tsuyoi (forte), significa "sofrer o insuportável" ou ter uma elevada capacidade para uma espécie de resistência estóica.
Gaman é descrito de várias maneiras como uma "virtude", um "ethos", uma "característica", etc. Significa fazer o melhor em tempos difíceis e manter o autocontrolo e a disciplina.
Gaman é um ensinamento do Budismo Zen.

## Análise
Gaman foi atribuído aos nipo-americanos e outros detidos nos campos de internamento americanos durante a Segunda Guerra Mundial e aos afetados pelo terremoto e tsunami de Tōhoku em 2011 no norte do Japão. Nos campos de internamento, o gaman era mal interpretado pelos não-japoneses como um comportamento introvertido ou como uma falta de assertividade ou iniciativa, e não como uma demonstração de força face à dificuldade ou ao sofrimento. Gaman e o termo relacionado yase-gaman estão, na sociedade japonesa, intimamente relacionados ao cumprimento da conformidade e ao heroísmo silencioso, que parece ser o orgulho oculto pela compensação pelo sacrifício e a satisfação de pagar serviço recíproco antecipadamente  ou ser vistos como vítimas pelas pessoas. Gaman em relação à autoridade, a 'obediência inquestionável' ou a 'obediência cega' são consideradas inadequadas para uma democracia saudável.
A mentalidade de gaman parece derivar da forte convicção do modo japonês de fatalismo, que foi reforçado pelo budismo mujo, impermanência, niilismo, tradição de autodestruição, a natureza coletiva de sua sociedade, e as atitudes forçadas de renúncia e submissão durante o período feudal Edo. Estas visões de mundo foram retratadas em O Conto dos Heike, nas obras de Yoshida Kenkou, Kamo no Chomei. A sequência de eventos do fatalismo japonês parece ser explicada como um acumulo adormecido e incessante de auto-justificação, que é justificado pela acusação das falhas dos outros raramente explicitamente, principalmente no seu pensamento, e manifestação repentina de agressão se a supressão (gaman) falhar.
Após o terremoto e tsunami de Tōhoku em 2011, a resiliência, a civilidade, a inexistência de saques e a capacidade dos japoneses de se ajudarem uns aos outros foram amplamente atribuídas ao espírito gaman. Os 50 a 70 heróis que permaneceram na danificada e emissora de radiação Usina Nuclear de Fukushima Daiichi, apesar do grave perigo, também demonstraram o que foi considerado gaman.
Gaman também é usado em estudos psicanalíticos e para descrever as atitudes dos japoneses. Muitas vezes é ensinado aos jovens e amplamente utilizado pelas gerações japonesas mais velhas. Mostrar gaman é visto como um sinal de maturidade e força. Manter assuntos privados, problemas e reclamações em silêncio demonstra força e educação, pois outros também têm problemas aparentemente maiores. Se uma pessoa com gaman recebesse ajuda de outra pessoa, ela obedeceria, não pediria ajuda adicional e não expressaria preocupações.